# William S. Sly

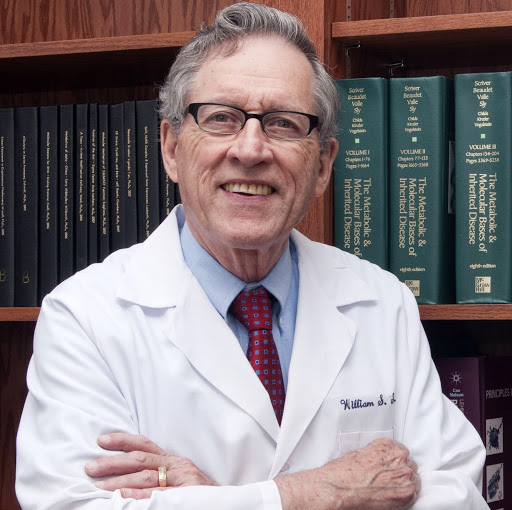
William S. Sly (2017)

William Shuford Sly (* 19. Oktober 1932 in East St. Louis; † 31. Mai 2025) war ein US-amerikanischer Biochemiker und Molekularbiologe.
Sly erwarb 1957 einen M.D. an der Saint Louis University. Seit 1984 war er ebendort Professor für Biochemie und Molekularbiologie.
Sly und seinen Mitarbeitern gelangen wichtige Beiträge zur Aufklärung der biochemischen Mechanismen, mit denen Enzyme innerhalb der Zelle vom endoplasmatischen Retikulum an ihren jeweiligen Bestimmungsort gelangen. So tragen lysosomale Enzyme Mannose-6-phosphat-Reste, die als Transportsignal wirken. Weitere Arbeiten befassen sich mit der Pathogenese lysosomaler Speicherkrankheiten.
Nach William S. Sly wurde die Mukopolysaccharidose VII als Sly-Syndrom bezeichnet. Slys Arbeiten führten zur Enzymersatztherapie bei Morbus Gaucher.
Sly wurde 1989 Mitglied der National Academy of Sciences. 1991 erhielt er gemeinsam mit Stuart Kornfeld den Passano Award.